# Tobias Hume
Tobacco, Nr. 3 (1605) für Singstimme und Viola da gamba

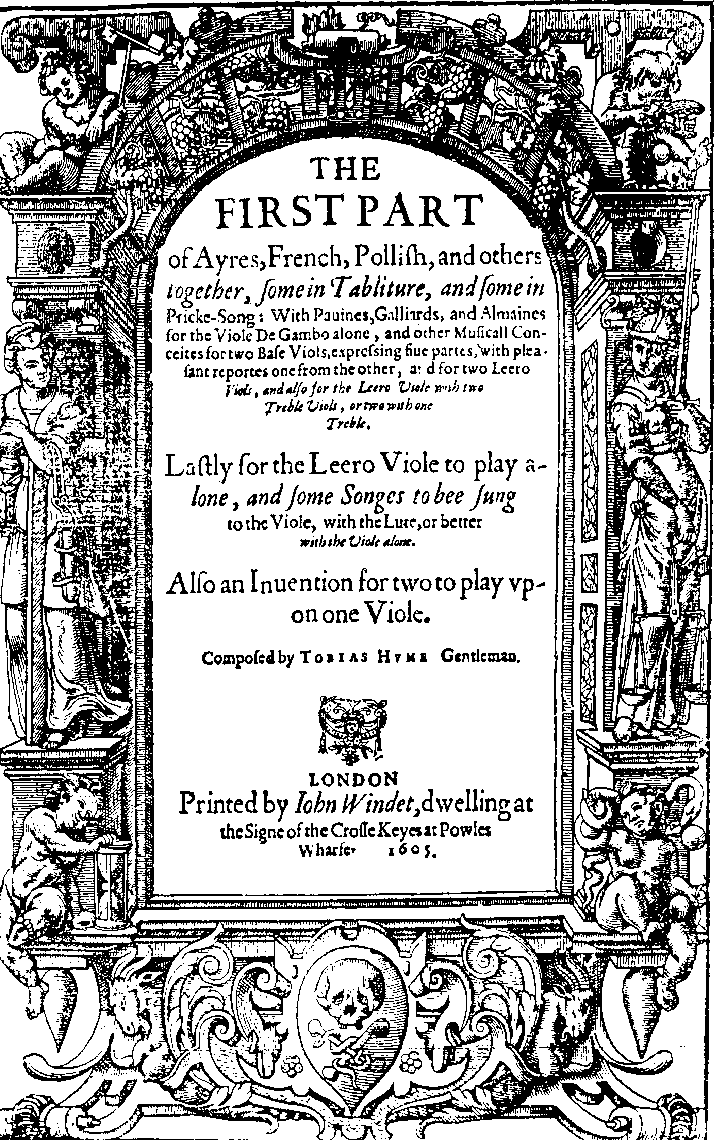
Titelseite von Humes First Part of Ayres (1605), gedruckt von John Windet

Tobias Hume (* um 1569; † 16. April 1645 in London) war ein schottischer Komponist, Gambist und Soldat.
Über Tobias Humes Leben ist wenig bekannt. Als Geburtsjahr wird 1569 vermutet, da er 1629 in Londons Charterhouse aufgenommen wurde; Voraussetzung für die Aufnahme in dieses Armenhaus, war ein Alter von 60 Jahren. Seinen Lebensunterhalt hatte er möglicherweise als Söldner bestritten. Er diente als Hauptmann in der schwedischen und in der russischen Armee.
Humes veröffentlichte Musik umfasst Gambenstücke, darunter viele Solowerke für die Lyra viol, und Lieder. Seine Kompositionen erschienen in zwei Sammelwerken, The First Part of Ayres (auch Musicall Humors, 1605) und Captain Humes Poeticall Musicke (1607). Insbesondere trat er als Meister des Gambenspiels hervor (das Instrument war neben der Laute das beliebteste der Zeit). Er führte einen langjährigen Streit mit dem Komponisten und Lautenisten John Dowland, welches Instrument sich besser zum Zusammenspiel mit dem Gesang eigne.
Als bekannter Witzbold verfasste er auf dessen Lesson for 2 to play on 1 Lute die Parodie An Invention for Two to Play upone one Viole für zwei Gambisten, bei der ein Spieler auf dem Schoß des anderen sitzt. Sie streichen das Instrument mit zwei Bögen. In einem anderen Stück aus First Part of Ayres notierte Hume die Spielanweisung drum this with the backe of your bow („mit der Bogenrückseite trommeln“). Dies ist der erste Nachweis der Verwendung der Col-legno-Spielweise in der Musikgeschichte. Generell wird seine Musik durch einen improvisatorischen Tonfall bestimmt mit vielfältiger Rhythmik, freier Melodik und plötzlichen Änderungen in der Struktur.